# Shinji Hosoe
Shinji Hosoe (細江 慎治, Hosoe Shinji) (Gero, 28 februari 1967) is een Japans muzikant en componist van computerspellen. Hij is bekend geworden van het spel Ridge Racer en vele arcadespellen van Namco uit begin jaren 1990. In de jaren 2000 was hij bekend van muziek voor de titels Metroid Fusion en Tekken 6.

## Biografie
Tijdens zijn studietijd leerde Hosoe spelen op de synthesizer en speelde daarbij in een coverband. In het midden van de jaren 80 werkte hij bij Namco als tester, maar werd al snel gevraagd voor het componeren van muziek voor computerspellen. Zijn eerste werk was voor het spel Dragon Spirit uit 1987. Tijdens deze periode ontmoette hij collega's Ayako Saso, Takayuki Aihara en Nobuyoshi Sano, met wie hij nog regelmatig zou samenwerken. In 2000 richtte Hosoe zijn eigen platenlabel op, Super Sweep Records, en werd freelance componist.

## Invloed
Shinji Hosoe werd beïnvloed door techno- en ravemuziek uit de jaren 90. Muziek uit het spel Ridge Racer is representatief voor dit genre. Latere spellen zoals Street Fighter EX en Ibara tonen meer invloed van rock en synthpop. Zijn grote invloed komt van muziek van de bands Yellow Magic Orchestra, Isao Tomita, Jean Michel Jarre, Kraftwerk, Telex, en andere groepen uit de jaren 1980.

## Werken
Een lijst van computerspellen waar Hosoe voor heeft (mede)gecomponeerd:
- Dragon Spirit (1987)
- Final Lap (1987)
- Quester (1987)
- Assault (1988)
- Metal Hawk (1988)
- Ordyne (1988)
- Wanderers from Jumpper (1989)
- Dirt Fox (1989)
- Final Lap 2 (1990)
- Pistol Daimyo no Bouken (1990)
- Dragon Saber (1990)
- Galaxian³: Project Dragoon (1990)
- StarBlade (1991)
- Fighter & Attacker (1992)
- Cyber Sled (1993)
- Ridge Racer (1993)
- Ridge Racer 2 (1994)
- Attack of the Zolgear (1994)
- Tekken (PS versie, 1995)
- Rave Racer (1995)
- Cyber Cycles (1995)
- Speed Racer (1995)
- Xevious 3D/G (1995)
- Street Fighter EX
- Bushido Blade (1997)
- Custom Robo (1999)
- Technic Beat (2002)
- Naruto: Clash of Ninja (2002)
- Mega Man Network Transmission (2003)
- Xenosaga Episode II (2004)
- Ibara (2005)
- Under Defeat (2005)
- Monster Kingdom: Jewel Summoner (2006)
- Folklore (2007)
- Tekken 6 (2009)
- Fate/Extra (2010)
- Zero Escape: Virtue's Last Reward (2012)
- Tekken Tag Tournament 2 (2012)
- Tekken Revolution (2013)
- No Game No Life (2014)
- Taboo Tattoo (2016)

## Trivia
- Shinji is de broer van schrijfster Hiromi Hosoe, die de scenario's schreef voor diverse computerspellen.
- Tijdens een televisieshow maakte Hosoe bekend fan van Diablo en StarCraft te zijn.